# Insalebria kozhantshikovi
Insalebria kozhantshikovi är en fjärilsart som beskrevs av Nikolai Nikolaievich Filipjev 1924. Insalebria kozhantshikovi ingår i släktet Insalebria och familjen mott. Inga underarter finns listade i Catalogue of Life.